# Championnat d'Écosse de football 1989-1990
Navigation
Édition précédente Édition suivante
La 93e édition du championnat d'Écosse de football est remportée par le Rangers Football Club. C’est son 40e titre de champion, son deuxième consécutif. Les Rangers l’emportent avec 7 points d’avance sur le Aberdeen FC. Heart of Midlothian complète le podium.
Le système de promotion/relégation reprend ses droits: descente et montée automatique, sans matchs de barrage pour le dernier de première division et le premier de deuxième division. Dundee FC descendent en deuxième division. Ils sont remplacés pour la saison 1990/91 par Saint Johnstone.
Avec 17 buts marqués en 36 matchs,  John Grant Robertson du Heart of Midlothian Football Club remporte pour la première fois le titre de meilleur buteur du championnat.

## Les clubs de l'édition 1989-1990
| \| Aberdeen FC Glasgow · Celtic - Rangers Dundee · Dundee – Dundee United Saint Mirren Édimbourg · Hibernian FC-Heart of Midlothian Motherwell FC Dunfermline Athletic \| Localisation des clubs engagés dans le championnat. |
| Aberdeen FC Glasgow · Celtic - Rangers Dundee · Dundee – Dundee United Saint Mirren Édimbourg · Hibernian FC-Heart of Midlothian Motherwell FC Dunfermline Athletic                                                           |

| Club                               | Ville       |
| ---------------------------------- | ----------- |
| Aberdeen Football Club             | Aberdeen    |
| Celtic Football Club               | Glasgow     |
| Dundee Football Club               | Dundee      |
| Dundee United Football Club        | Dundee      |
| Dunfermline Athletic Football Club | Dunfermline |
| Heart of Midlothian Football Club  | Édimbourg   |
| Hibernian Football Club            | Leith       |
| Motherwell Football Club           | Motherwell  |
| Rangers Football Club              | Glasgow     |
| Saint Mirren Football Club         | Paisley     |

## Compétition

### Classement
Le classement est établi sur le barème de points classique (victoire à 2 points, match nul à 1, défaite à 0).
| Rang | Équipe               | Pts | J  | G  | N  | P  | Bp | Bc | Diff |
| ---- | -------------------- | --- | -- | -- | -- | -- | -- | -- | ---- |
| 1    | Rangers FC T         | 51  | 36 | 20 | 11 | 5  | 48 | 19 | +29  |
| 2    | Aberdeen FC C        | 44  | 36 | 17 | 10 | 9  | 56 | 33 | +23  |
| 3    | Heart of Midlothian  | 44  | 36 | 16 | 12 | 8  | 54 | 35 | +19  |
| 4    | Dundee United        | 35  | 36 | 11 | 13 | 12 | 36 | 39 | -3   |
| 5    | Celtic FC            | 34  | 36 | 10 | 14 | 12 | 37 | 37 | 0    |
| 6    | Motherwell FC        | 34  | 36 | 11 | 12 | 13 | 43 | 47 | -4   |
| 7    | Hibernian FC         | 34  | 36 | 12 | 10 | 14 | 34 | 41 | -7   |
| 8    | Dunfermline Athletic | 30  | 36 | 11 | 8  | 17 | 37 | 50 | -13  |
| 9    | Saint Mirren         | 30  | 36 | 10 | 10 | 16 | 28 | 48 | -20  |
| 10   | Dundee FC            | 24  | 36 | 5  | 14 | 17 | 41 | 65 | -24  |

| Légende : Qualifications et relégations | Légende : Qualifications et relégations                                        |
| --------------------------------------- | ------------------------------------------------------------------------------ |
|                                         | Coupe d'Europe des Clubs champions 1990-1991                                   |
|                                         | Coupe d'Europe des vainqueurs de coupe 1990-1991                               |
|                                         | Coupe UEFA 1990-1991                                                           |
|                                         | Relégation en deuxième division                                                |
|                                         | T : Tenant du titre C : Vainqueurs de la Coupe d'Écosse de football P : Promus |

## Bilan de la saison
| Tableau d'honneur                |             |
| Compétition                      | Vainqueur   |
| Championnat d'Écosse de football | Rangers FC  |
| Coupe d'Écosse de football       | Aberdeen FC |

| Promotions et relégations |                 |
| Promus                    | Saint Johnstone |
| Relégués                  | Dundee FC       |

## Statistiques

### Meilleur buteur
- John Grant Robertson, Heart of Midlothian Football Club: 17 buts